# Our World
Our World is het tweede album van Blue Mink. Het originele album bevat geen instrumentale nummers meer, zoals het debuutalbum. Alle titels zijn opgenomen in de Morgan Studios in Londen en het is daarom een Morgan Music Production. Roger Quested, die weleens meeproduceerde is hier alleen opname-engineer.
De stabiele bezetting:
- Madeline Bell - zang
- Roger Cook - zang
- Alan Parker - gitaar
- Herbie Flowers - basgitaar, tuba
- Roger Coulam - toetsen
- Barry Morgan - drums

## Titels
1. Our world (Flowers/Pickett) (over milieuvervuiling en oorlog)
2. Cat house (Flowers/Pickett)
3. World (You're closing in on me) (Parker/Green)
4. We have all been saved (Parker/Green)
5. The gap (Flowers/Pickett)
6. Mind your business (Bell/Parker)
7. Gasoline Alley Bred (Cook/Greenaway/Macauly)
8. You walked away (Bell/Parker)
9. Bang Bang Johnny's gang is after me (Cook/Greenaway/Coulam)
10. Is it you who has the power (Cook/Greenaway)
11. Pastures new (Coulam)
12. Jubilation (Cook/Greenaway)
13. Silk what? (Coulam) (instrumentaal)
14. Sweet and sour (Parker) (instrumentaal)
15. Time for winning (Cook/Greenaway/Macauly)
16. The banner man (Cook/Greenaway/Flowers)

De LP bevatte de titels 1-12; de breek zat tussen titel 6 en 7; titels 13 en 14 zijn van de LP Real Mink die alleen in de Verenigde Staten is uitgebracht; titels 15 en 16 zijn singles, die niet op een album stonden.
Herbie Flowers bespeelt de tuba op Our world en The banner man; dat instrument kwam hem later nog van pas, toen hij toetrad tot Sky.